# Navegación
La navegación es el conjunto de métodos utilizados para determinar dónde está alguien y cómo puede ir a otro lugar. Dado que esto no requiere mucha técnica cuando los puntos de referencia son visibles, la palabra se suele limitar al ámbito de los barcos y las aeronaves, es decir, la navegación marítima y la navegación aérea. La palabra navegación fue inventada en el siglo XV a partir de la palabra latina navis que significa "barco" y se encuentra en otras lenguas indoeuropeas. La navegación es literalmente "el arte de dominar el barco", pero también se utiliza para "encontrar el camino". El Sistema de Posicionamiento Global (GPS) es hoy en día la principal herramienta para ello.

## Historia
En el período medieval europeo, la navegación se consideraba parte del conjunto de las siete artes mecánicas, ninguna de las cuales se utilizaba para viajes largos a través del océano abierto. La navegación polinesia es probablemente la forma más antigua de navegación en mar abierto; se basó en la memoria y la observación registrada en instrumentos científicos como el gráfico de palos de las Islas Marshall. Los primeros polinesios del Pacífico utilizaron el movimiento de las estrellas, el clima, la posición de ciertas especies de vida silvestre o el tamaño de las olas para encontrar el camino de una isla a otra.
La navegación marítima utilizando instrumentos científicos como el astrolabio del marinero ocurrió por primera vez en el Mediterráneo durante la Edad Media. Aunque los astrolabios terrestres se inventaron en el período helenístico y existieron en la antigüedad clásica y la Edad de Oro islámica, el registro más antiguo de un astrolabio marino es el del astrónomo mallorquín Ramon Llull que data de 1295. El perfeccionamiento de este instrumento de navegación se atribuye a los navegantes del portugueses durante los primeros descubrimientos portugueses en la Era de los descubrimientos. La descripción más antigua conocida de cómo hacer y usar un astrolabio marino proviene del Arte de Navegar del cosmógrafo español Martín Cortés de Albacar publicado en 1551, basado en el principio del archipéndulo usado en la construcción de las pirámides egipcias.
La navegación en mar abierto usando el astrolabio y la brújula comenzó durante la Era de los Descubrimientos en el siglo XV. Los portugueses comenzaron a explorar sistemáticamente la costa Atlántica de África desde 1418, bajo el patrocinio del Príncipe Enrique. En 1488 Bartolomeu Dias alcanzó el Océano Índico por esta ruta. En 1492, los monarcas españoles Fernando e Isabel financiaron la expedición de Cristóbal Colón para navegar hacia el oeste y llegar a las Indias cruzando el Atlántico, lo que resultó en el Descubrimiento de América. En 1498, una expedición portuguesa comandada por Vasco da Gama llegó a la India navegando alrededor de África, abriendo el comercio directo con Asia. Pronto, los portugueses navegaron más hacia el este, a las Islas de las Especias en 1512, aterrizando en China un año después.
La primera circunnavegación de la tierra se completó en 1522 con la Expedición Magallanes-Elcano, un viaje de descubrimiento español dirigido por el explorador portugués Fernando de Magallanes y completado por el navegante español Juan Sebastián Elcano tras la muerte del primero en Filipinas en 1521. La flota de siete navíos zarpó de Sanlúcar de Barrameda en el sur de España en 1519, cruzó el océano Atlántico y tras varias escalas redondeó el extremo sur de América del Sur. Se perdieron algunos barcos, pero la flota restante continuó a través del Pacífico haciendo una serie de descubrimientos, incluidos Guam y Filipinas. Para entonces, solo quedaban dos galeones de los siete originales. El Victoria dirigido por Elcano navegó por el Océano Índico y el norte por la costa de África, para finalmente llegar a España en 1522, tres años después de su partida. El Trinidad navegó hacia el este desde Filipinas, tratando de encontrar un camino marítimo de regreso a las Américas, pero no tuvo éxito. La ruta hacia el este a través del Pacífico, también conocida como tornaviaje (viaje de regreso), solo se descubrió cuarenta años después, cuando el cosmógrafo español Andrés de Urdaneta navegó desde Filipinas, al norte hasta el paralelo 39°, y golpeó la Corriente de Kuroshio hacia el este que llevó su galeón a través del Pacífico. Llegó a Acapulco el 8 de octubre de 1565.

## Navegación sencilla
La navegación tiene sus orígenes en la prehistoria. Los polinesios practicaban en el Océano Pacífico lo que se llama navegación polinesia. Los polinesios usaron diferentes cosas que se encontraban a su alrededor para encontrar su camino a través de grandes áreas de mar abierto. Otra gente de la antigüedad también aprendió a viajar grandes distancias usando referentes del mundo natural. Por ejemplo:
- Hace mucho tiempo (y aún hoy en día) la gente miraba las estrellas, el sol y la luna. Desde aquí sabrían dónde estaba el norte. Con los gráficos podían encontrar cuán lejos del ecuador estaban. Esto se llama navegación celestial. Hasta que no tenían relojes precisos no sabían su Longitud (qué tan al este u oeste estaban) sin ver los puntos de referencia.
- Algunos tipos de nubes se forman sobre la tierra, y las olas pueden rebotar en una orilla y viajar hacia el mar.
- El tiempo que se tardó en llegar a un lugar. Cuando viajaban por tierra sabían que les llevaría, por ejemplo, dos días ir de un lugar a otro. Esta vez lo más probable es que siga igual. A partir de aquí pudieron viajar dos días y saber que estaban cerca de donde querían estar.
- Los animales que encontraron también ayudaron. En diferentes lugares la gente encontraría diferentes tipos de peces, ballenas o pájaros que solo vivían en un lugar, o cerca de la tierra. Desde allí podían decir que estaban cerca o lejos de donde necesitaban estar.

Un ejemplo de gente que usaba las estrellas eran los vikingos. Ellos sabían que la estrella llamada Polaris (la Estrella del Norte) no cambia de ubicación y apunta hacia el norte. Entonces conocerían la latitud (distancia desde el ecuador), midiendo el ángulo entre Polaris y el horizonte. También utilizaron animales, especialmente pájaros, para saber si había tierra cerca. También sabían que un tipo específico de nubes se forman cerca de la tierra y que las olas son diferentes cerca de la tierra que en alta mar.

## Navegación medieval

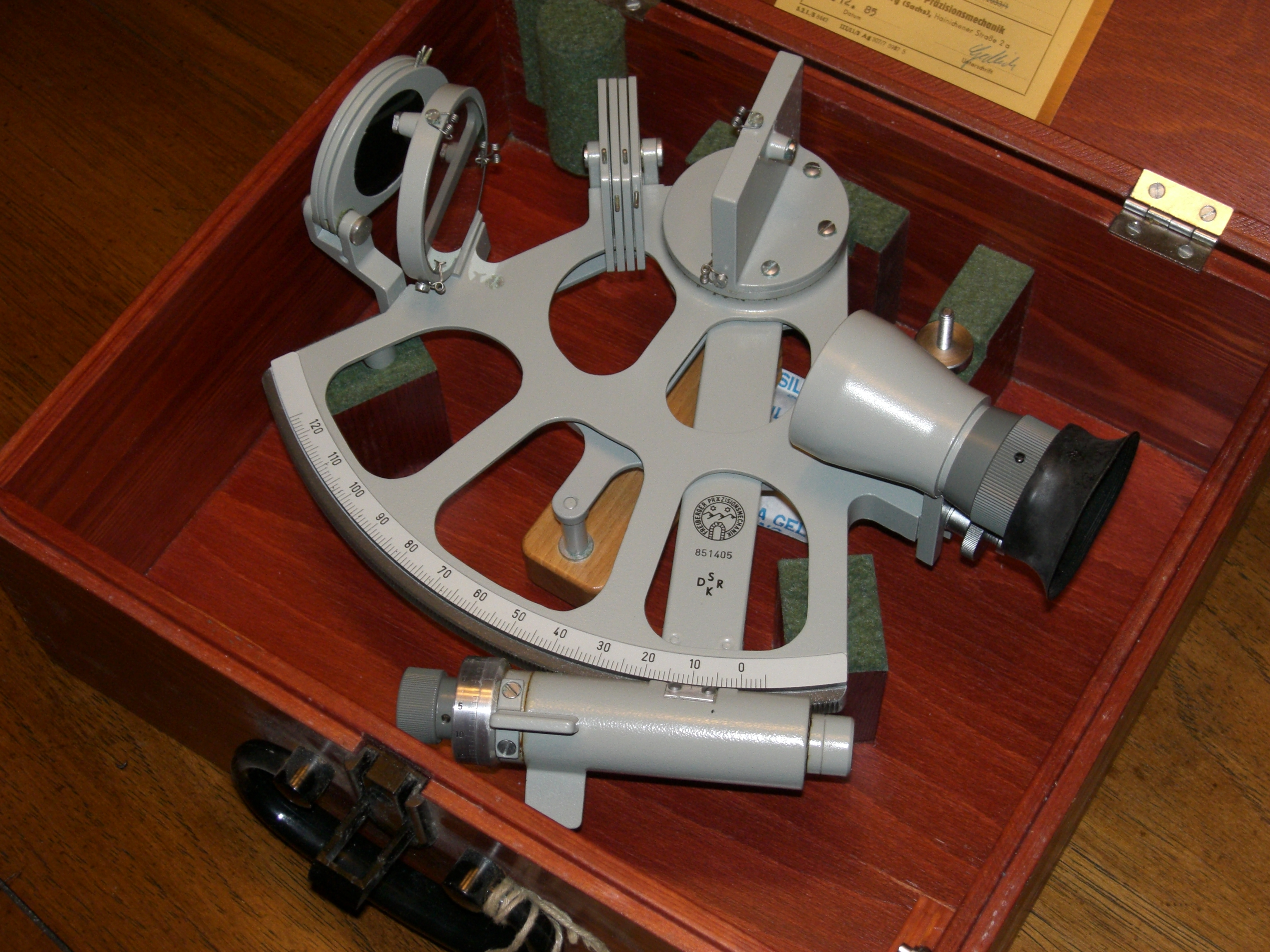
Freiberger Drum Marine Sextant.

Con el paso del tiempo se fueron inventando o descubriendo mejores métodos de navegación. Algunos de estos métodos son:
- Navegación por estima. Una nave podría tirar un tronco por la borda. En el tronco había una cuerda con nudos atados a distancias regulares. Al contar cuántos nudos pasaron por el costado antes de volver a meter el tronco, sabían lo rápido que iban. Escribían esto todos los días y averiguaban cuánto viajaban por ese día. Esta es la razón por la que la velocidad de un barco se mide en nudos.

- Una brújula. Se descubrió que la Tierra tenía dos polos (Norte y Sur) y que estos polos tenían cargas magnéticas diferentes (positivas y negativas). Descansando una tira de hierro magnético en la punta del alfiler se encontró que la tira giraría hasta que coincidiera con el campo magnético de la Tierra. A partir de aquí se podría tomar una dirección y seguir caminos. La brújula se inventó por primera vez en China. Más tarde se inventó en Francia en el siglo XII.

- Relojes precisos. Con un reloj, finalmente era posible saber cuál era la longitud de una persona. La longitud es la ubicación este u oeste. Antes de esto, solo se podían utilizar puntos de referencia y cálculos a muertos.

- El practicaje es cuando los barcos buscan balizas especiales o marcadores hechos por el hombre, que les indiquen dónde están o que estén atentos a ciertos obstáculos como los arrecifes.

- La gente dividió la brújula en 360 grados. Entonces podían dar un número exacto de la dirección que el barco tenía que seguir (el "rumbo") para llegar a un puerto. Los primeros mapas marítimos de navegación, llamados "cartas náuticas", mostraban la orientación necesaria para ir de un puerto a otro.

## Navegación moderna
- La navegación estelar es una mejora con respecto a la navegación por las estrellas. Utiliza un sextante, una brújula y un reloj muy preciso llamado cronómetro. Al medir la altitud de una estrella (cuán alta está sobre el horizonte), y su dirección en una brújula en un momento conocido, el navegante puede determinar dónde está el barco. El GPS ha sustituido en gran medida a la navegación estelar, pero la navegación estelar se sigue enseñando en todas las escuelas marítimas porque no necesita electrónica especial.
- La radionavegación se inventó a principios del siglo XX. La navegación hiperbólica utiliza radiotransmisores para encontrar la ubicación de un barco entre dos o tres radiotransmisores que no se mueven.

- El Sistema de Posicionamiento Global (GPS) reemplazó a otros métodos de radio a finales del siglo XX. Es un sistema de transmisores satelitales. Los viajeros utilizan un pequeño receptor para encontrar su ubicación en casi cualquier lugar de la Tierra.

## Procesos de navegación

### Barcos y embarcaciones similares

#### Trabajo diario en navegación
El trabajo diario en navegación es un conjunto mínimo de tareas coherentes con una navegación prudente. La definición variará en los buques militares y civiles, y de un buque a otro, pero el método tradicional adopta una forma parecida a:
1. Mantener un gráfico continuo de navegación a estima.
2. Tomar dos o más observaciones de estrellas en el crepúsculo matutino para una fijación celeste (prudente observar 6 estrellas).
3. Observación del sol de la mañana. Puede tomarse en o cerca de la primera vertical para la longitud, o en cualquier momento para una línea de posición.
4. Determinar el error de la brújula mediante la observación acimutal del sol.
5. Cálculo del intervalo hasta el mediodía, la hora del reloj del mediodía aparente local y las constantes para las vistas meridianas o ex-meridianas.
6. Observación meridiana o ex-meridiana del sol al mediodía para la línea de latitud del mediodía. Fijación o cruce con la línea de Venus para la fijación del mediodía.
7. Determinación a mediodía de la carrera del día y de la puesta y deriva del día.
8. Al menos una línea del sol de la tarde, en caso de que las estrellas no sean visibles en el crepúsculo.
9. Determinar el error de la brújula por observación acimutal del sol.
10. Tomar dos o más observaciones de estrellas en el crepúsculo vespertino para una fijación celeste (prudente observar 6 estrellas).

La navegación en los barcos suele realizarse siempre en el puente. También puede tener lugar en el espacio adyacente, donde se dispone de tablas de cartas y publicaciones.

#### Planificación de la travesía

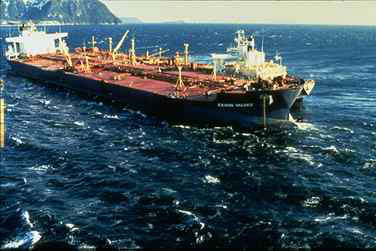
Una mala planificación del pasaje y la desviación del plan pueden provocar varadas, daños al buque y pérdidas de carga.

La planificación del pasaje o del viaje es un procedimiento para desarrollar una descripción completa del viaje del buque de principio a fin. El plan incluye la salida del muelle y de la zona portuaria, la parte en ruta del viaje, la aproximación al destino y el amarre. Según el derecho internacional, el capitán de un buque es legalmente responsable de la planificación de la travesía, sin embargo, en los buques de mayor tamaño, la tarea se delegará en el navegante del buque.
Los estudios demuestran que el error humano es un factor en el 80 por ciento de los accidentes de navegación y que, en muchos casos, la persona que comete el error tenía acceso a información que podría haber evitado el accidente. La práctica de la planificación de travesías ha evolucionado desde el trazado de líneas con lápiz en cartas náuticas a un proceso de gestión de riesgos.
La planificación del pasaje consta de cuatro etapas: evaluación, planificación, ejecución y supervisión, que se especifican en la Organización Marítima Internacional Resolución A.893(21), Directrices para la planificación de viajes, y estas directrices se reflejan en las leyes locales de los países signatarios de la OMI (por ejemplo, el Título 33 del Código de Reglamentos Federales de los EE. UU.), y en una serie de libros o publicaciones profesionales. Hay unos cincuenta elementos de un plan integral de paso, dependiendo del tamaño y tipo de buque.
La fase de evaluación se ocupa de recopilar la información pertinente para el viaje propuesto, así como de determinar los riesgos y evaluar las características clave del viaje. Para ello habrá que considerar el tipo de navegación necesario, por ejemplo navegación en hielo, la región que atravesará el buque y la información hidrográfica de la ruta. En la siguiente etapa se crea el plan escrito. La tercera etapa consiste en la ejecución del plan de travesía finalizado, teniendo en cuenta cualquier circunstancia especial que pueda surgir, como cambios en la meteorología, que puedan obligar a revisar o modificar el plan. La última etapa de la planificación de la travesía consiste en supervisar el progreso del buque en relación con el plan y responder a las desviaciones y circunstancias imprevistas.

#### Sistemas de puente integrados

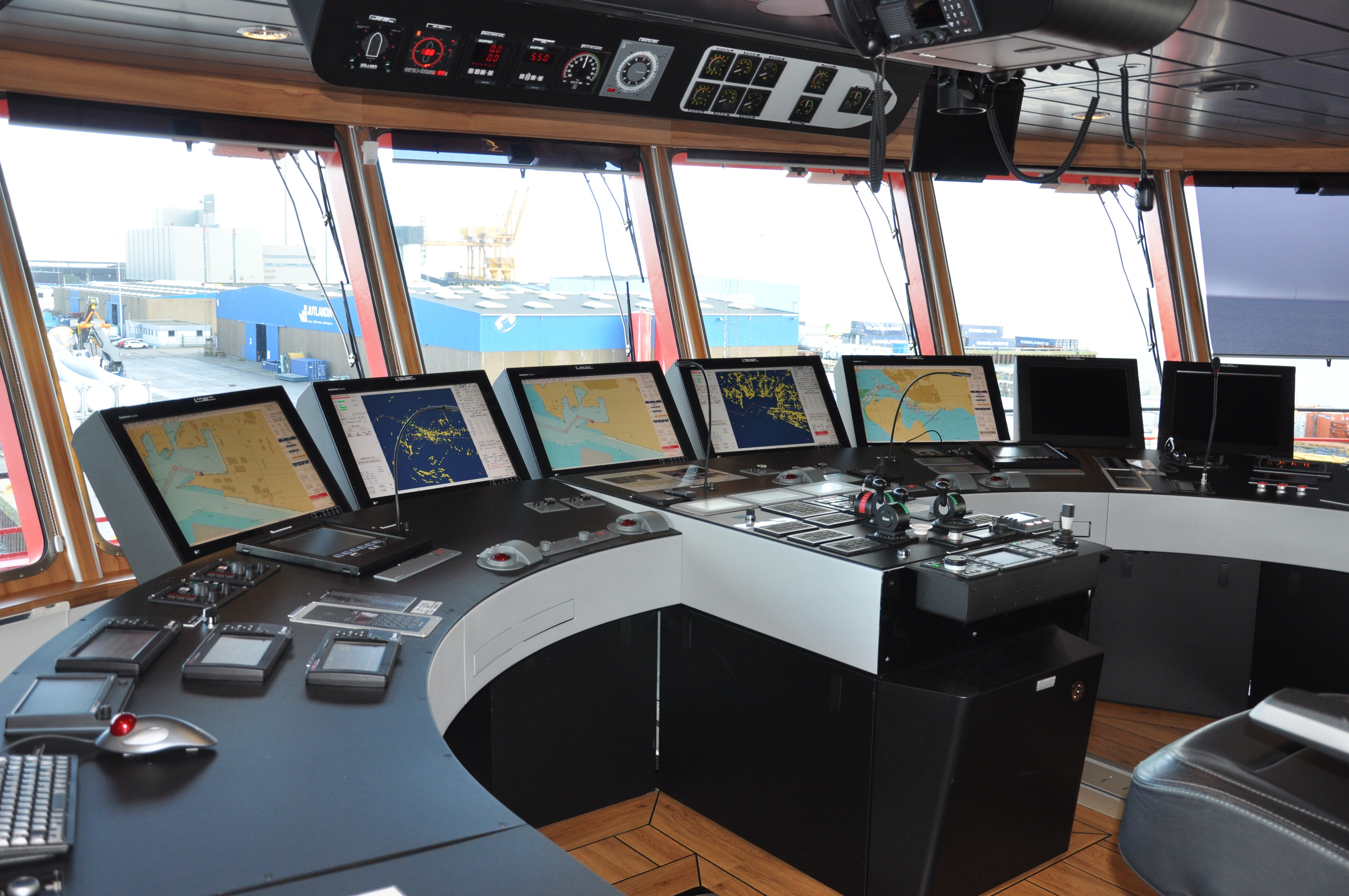
Sistema de puente integrado, integrado en un buque de servicio en alta mar

Los conceptos de puente integrado electrónico están impulsando la planificación de futuros sistemas de navegación. Los sistemas integrados reciben datos de varios sensores del buque, muestran electrónicamente la información de posicionamiento y proporcionan las señales de control necesarias para mantener un buque en un rumbo preestablecido. El navegante se convierte en el gestor del sistema, eligiendo los preajustes del sistema, interpretando la salida del sistema y supervisando la respuesta del buque.

### Navegación terrestre
La navegación para automóviles y otros viajes por tierra suele utilizar mapas, puntos de referencia, y en los últimos tiempos navegación por ordenador ("satnav", abreviatura de navegación por satélite), así como cualquier medio disponible en el agua.
La navegación informatizada suele basarse en el GPS para obtener información sobre la ubicación actual, un base de datos de mapas de navegación de carreteras y rutas navegables, y utiliza algoritmos relacionados con el problema del camino más corto para identificar las rutas óptimas.

### Navegación submarina
La navegación bajo el agua requiere habilidades y tecnologías especiales que no necesitan los buques de superficie. Los retos de la navegación submarina han adquirido mayor importancia a medida que los submarinos pasan más tiempo bajo el agua, recorriendo mayores distancias y a mayor velocidad. Los submarinos militares viajan bajo el agua en un entorno de oscuridad total, sin ventanas ni luces. Al operar en modo sigiloso, no pueden utilizar sus sistemas de sonar activo para localización acústica (ping) por delante en busca de peligros submarinos como montañas submarinas, plataformas de perforación u otros submarinos. Salir a la superficie para obtener fijaciones de navegación se ve impedido por la omnipresente guerra antisubmarina. sistemas de detección como radar y vigilancia por satélite.  Mástiles de antena y periscopios equipados con antenas pueden izarse para obtener señales de navegación, pero en zonas de fuerte vigilancia, sólo durante unos segundos o minutos; la tecnología de radar actual puede detectar incluso un periscopio delgado mientras que las sombras de los submarinos pueden ser perfectamente visibles desde el aire.

## Avances tecnológicos en navegación
La navegación ha experimentado transformaciones significativas gracias a los avances tecnológicos que han revolucionado la forma en que las embarcaciones se desplazan por los océanos y los sistemas de navegación se desarrollan. Estos avances han mejorado la seguridad, la precisión y la eficiencia de la navegación, permitiendo una exploración más profunda de los mares y una navegación más confiable y autónoma.

### Sistemas de Posicionamiento Global (GPS) y Galileo
Uno de los hitos más destacados en la navegación moderna es la implementación de sistemas de posicionamiento global (GPS). Estos sistemas utilizan una constelación de satélites en órbita para proporcionar información precisa sobre la ubicación, la velocidad y el tiempo en cualquier parte del mundo. El GPS ha revolucionado la forma en que las embarcaciones determinan su posición en el mar, permitiendo rutas más precisas y una navegación más segura, especialmente en condiciones climáticas adversas. Además del GPS, el sistema Galileo, desarrollado por la Unión Europea, ofrece una alternativa de navegación por satélite que aumenta la redundancia y la precisión de los datos de posición.

### Inteligencia artificial (IA) en Navegación
La inteligencia artificial ha encontrado aplicaciones en la navegación marítima a través de algoritmos de aprendizaje automático que analizan datos en tiempo real para tomar decisiones informadas. Los sistemas de IA pueden prever patrones climáticos, evaluar el tráfico marítimo y ajustar las rutas para evitar obstáculos. Además, la IA ha permitido el desarrollo de sistemas de navegación autónoma en los que las embarcaciones pueden operar de manera independiente, tomando decisiones de navegación basadas en su entorno y objetivos predefinidos.

### Sensores y Tecnología de Detección
Los avances en sensores y tecnología de detección han mejorado la seguridad en la navegación al permitir una detección temprana de obstáculos y condiciones adversas. Los radares modernos son capaces de identificar con precisión la ubicación y la velocidad de otros barcos, incluso en condiciones de baja visibilidad. Los sistemas de detección de colisiones alertan a los navegantes sobre posibles conflictos y peligros, lo que reduce el riesgo de accidentes en alta mar. La tecnología LiDAR y los escáneres láser 3D también están siendo implementados para mapear el entorno marítimo con gran detalle.

### Navegación Autónoma y No Tripulada
La navegación autónoma y no tripulada es un campo en rápido crecimiento que promete cambiar fundamentalmente la forma en que se realizan las operaciones marítimas. Barcos autónomos equipados con sensores avanzados, sistemas de navegación y sistemas de control pueden llevar a cabo tareas como la exploración oceánica, la investigación científica y la inspección de infraestructuras submarinas sin requerir intervención humana directa. Estos sistemas reducen los riesgos para la tripulación en entornos peligrosos y permiten una mayor eficiencia en la recolección de datos y la realización de tareas específicas.

### Realidad Aumentada y Sistemas de Asistencia
La realidad aumentada (RA) ha encontrado su camino en la navegación como una herramienta para proporcionar información visual en tiempo real a los navegantes. Los sistemas de RA pueden superponer información de navegación, como rutas sugeridas, datos sobre condiciones climáticas y detalles del entorno, directamente en la vista del navegante. Esto mejora la toma de decisiones al proporcionar información crucial sin requerir que los navegantes aparten la vista de su entorno inmediato.

### Desafíos y Futuro de la Navegación Tecnológica
A medida que la tecnología continúa avanzando, surgen nuevos desafíos en la navegación. La ciberseguridad se ha convertido en una preocupación crítica, ya que los sistemas de navegación modernos dependen en gran medida de la conectividad y la comunicación digital. La necesidad de salvaguardar los sistemas contraataques cibernéticos se vuelve esencial para garantizar la seguridad de las operaciones marítimas. Además, el futuro de la navegación tecnológica está impulsado por la exploración de nuevas tecnologías, como la navegación cuántica y la interconexión de sistemas autónomos en una red inteligente.